# (4556) Гумилёв
(4556) Гумилёв (лат. Gumilyov) — типичный астероид главного пояса, открытый 27 августа 1987 года советским астрономом Людмилой Карачкиной в Крымской астрофизической обсерватории и названный в честь русского поэта Серебряного века Николая Гумилёва.

Орбита астероида Гумилёв и его положение в Солнечной системе